# Союз за французскую демократию
Сою́з за францу́зскую демокра́тию (фр. Union pour la Démocratie Française) — правоцентристское политическое движение во Франции. Основано 1 февраля 1978 года как группа поддержки Валери Жискар д'Эстена и противовес голлистам на правом фланге. Лидер — Франсуа Байру.
Организационно состояло из шести групп, которые оставались независимыми политическими партиями (Республиканская партия Жискар д’Эстена), Центр социальных демократов, Радикальная партия и другие).
Во время второго тура президентских выборов 2002 года Ф. Байру призвал Жака Ширака, которому противостоял Ж.-М. Ле Пен, объединиться в широкую коалицию правых и центристских партий. Однако Ширак вместе с Аленом Жюппе пытался добиться слияния СФД с Союзом за президентское большинство, который получил затем новое название — Союз за народное движение (фр. Union pour un mouvement populaire). После парламентских выборов большинство членов СФД, возглавляемое Филиппом Дуст-Блази, покинуло свою партию и присоединилось к Союзу за народное движение.
Тем не менее партия сохранилась и летом того же 2002 года приняла участие в выборах в 12-е Национальное собрание Франции. На парламентских выборах 2002 года СФД сумел получить 4,9 % голосов и 29 мест из 577. В том числе в нижнюю палату вернулся и Ф. Байру, избранный от второго избирательного округа Атлантических Пиренеев (фр. Pyrénées-Atlantiques).
На президентских выборах 2007 года лидер партии Франсуа Байру получил более 18 % голосов, что подвигло его к решению о создании более широкого демократического движения. 10 мая 2007 года он объявил о создании независимого центристского Демократического движения (фр. MoDem). Однако, многие члены Союза за французскую демократию, в том числе 24 из 29 членов Национального собрания от UMP, не согласились с ним, так как, несмотря на желание оставаться независимыми, решили поддержать президента Николя Саркози и войти в президентское большинство. Они образовали политическое движение Европейская социал-либеральная партия. Эти политики объединились вокруг бывшего президента группы СФД и нынешнего министра обороны Франции Эрве Морена.